# New York World
El New York World fou un diari publicat a la ciutat de Nova York, entre 1860 i 1931. Aquest diari (que va ser altaveu del Partit Demòcrata americà) va ser molt important en la història de la premsa estatunidenca.
El World va ser fundat el 1860, i entre 1862 i 1876 el va editar Manton Marble, que també n'era el propietari.
L'any 1882, quan presentava pèrdues milionàries, el va comprar Joseph Pulitzer a Jay Gould per 346.000 dòlars. Entre 1883 i 1911, sota les ordres de Pulitzer, el diari va esdevenir en un pioner de la premsa groga, cosa que el va disparar en popularitat i va arribar a vendre un milió d'exemplars, en una ferotge competència amb els mitjans de William Randolph Hearst. Quan Pulitzer va morir, l'any 1911, la propietat del diari va passar als seus fills Ralph, Joseph i Herbert, que el van continuar fent créixer.
L'any 1931, els hereus de Pulitzer van anar als tribunals per vendre el diari, i un jutge va fallar a favor del criteri dels fills. Roy W. Howard va compar la capçalera per la seva cadena, Scripps-Howard. Va tancar el World i va acomiadar els 3.000 treballadors després d'imprimir l'últim número, el 27 de febrer de 1931. Howard va aprofitar el nom del World pel seu diari Evening Telegram, que va rebatejar com New York World-Telegram.

## Tires còmiques
The New York World va ser un dels primers diaris a publicar tires còmiques, a partir del 1890, i va contribuir en gran manera al desenvolupament del còmic americà. Entre les tires notables que es van originar amb el món hi havia Hogan's Alley, The Captain and the Kids, Everyday Movies, Fritzi Ritz, Joe Jinks i Little Mary Mixup, d'Outcault. Amb el nom de World Feature Service i New York World Press Publishing, la companyia també va distribuir tires còmiques a altres diaris de tot el país a partir de 1905. Amb l'adquisició del diari World per part de Scripps i els seus actius de sindicació el febrer de 1931, les tires més populars del món van ser traslladats a United Feature Syndicate de Scripps.